# Batophila aerata
Batophila aerata es un insecto coleóptero de la familia Chrysomelidae. Fue descrito en 1802 por Marsham.
Mide 1.7 mm (1,0 a 1,8 mm). Se encuentra en el oeste de Europa.